# Nassau William Senior
Nassau William Senior (Compton (Berkshire), 1790. szeptember 26. – Kensington, ma London része), 1864. június 4.) angol közgazdász, gazdaságpolitikai tanácsadó. Oxfordban a politikai gazdaságtan professzora (1825–30, 1847–52).

## Közgazdasági nézetei
Szerinte a gazdasági életben az emberek a legkisebb áldozat árán a legnagyobb élvezet elérésére törekszenek, ez az ún. „lex minimi”, vagy a „legkisebb költség” elve. Ebből kiindulva Seniornál a munka áldozat minőségében alkot értéket. A munka értékalkotó tulajdonsága nála a munkásnak a munkához való szubjektív viszonyából fakad. Jean-Baptiste Say-el ellentétben viszont Senior szerint értéket csupán személyek alkothatnak. Az árukapcsolatokban ő csupán a szolgáltatás-ellenszolgáltatás viszonyát látja. Ezért a tőkés jövedelme Senior ábrázolásában a tőkés személyes szolgálatainak ellenértéke. Bár a munkanap hosszát szabályozó gyári törvényekkel kapcsolatos egyik ismert érve szerint a 12 órás munkaidő 10 órásra rövidítése súlyos következményekkel járna, mert kb. az utolsó óra alatt termelhető meg a profit és a kamat, a munkaidő előző része csak a felhasznált tőke újratermelését biztosítja. (Ez a gondolat a marxi értéktöbblet-elmélet alapja is.) A tőkés jövedelmének igazságos voltát Senior a tőkéseknek a fogyasztás egyrészéről való lemondásával is igazolni akarja, melyet a felhalmozás érdekében hoznak. „Az az áru, amely létét vagy fennmaradását az önmegtartóztatásnak köszönheti, a tőke.” (N.W.Senior: An outline of the Science of Political Economy. London 1836. 185. o.)
Ezzel Senior önálló termelési tényezőként bevezeti az önmegtartóztatást. (Már Franklin is a legszigorúbb takarékosságra intette polgártársait.)„…a profit az önmegtartóztatás jutalma és ez az önmegtartóztatás az élvezet elhalasztásában áll” írja a fent említett műben.
Senior szerint így a termelésnek két egymástól független költsége van, a munkaáldozat és az önmegtartóztatás. A földjáradék létrejöttét viszont monopóliumra vezeti vissza, amikor azt állítja, hogy ott ahol, monopóliumok léteznek, az érték s a termelési költségek között különbség mutatkozik, és az érték olyan jövedelmet is tartalmaz, amely nem termelési költség, tehát nem áldozat eredménye.
Marx a Tőke című munkájában kigúnyolja Senior nézeteit.

## Fő művei
- An Outline of the Science of Political Economy (1836)
- Letters on the Factory Act  (1837)
- Lecture on the Production of Wealth (1847)
- Four Introductory Lectures on Political Economy (1852)
- Historical and Philosophical Essays (1-2.,1865)